# Blue Byte
Blue Byte GmbH (anciennement Blue Byte Software GmbH) est une entreprise allemande de développement de jeux vidéo fondée en 1988 par Lothar Schmitt et Thomas Hertzler, basée à Düsseldorf.
Depuis 2001, la structure appartient à l'éditeur français Ubisoft.
La société s'est principalement illustrée avec les séries Great Courts, Battle Isle, The Settlers, et ces dernières années, Anno.
Aujourd'hui, Ubisoft Blue Byte est composé de trois studios de développement : Ubisoft Düsseldorf, Ubisoft Mainz et Ubisoft Berlin, tandis que Blue Byte sert de nom légal pour les trois studios. L'entreprise emploie 695 personnes en août 2024.

## Histoire de la société
En août 2011, Blue Byte responsable du jeu The Settlers Online est placé à la tête de l'opération de tous les jeux free to play de l'éditeur Ubisoft en Europe. Blue Byte recrute 70 nouveaux employés qui rejoignent les 120 développeurs déjà localisés à Dusseldorf. Parmi les projets free to play de Blue Byte, figure le développement et l'opération de The Settlers Online, l'opération de Tom Clancy's Ghost Recon Online (développé par Ubisoft Singapour), et de nouveaux projets encore non annoncés.

## Productions

### Great Courts
Great Courts, aussi appelé (Jimmy Connors) Pro Court Tennis, est une série de jeux vidéo de tennis. L'épisode original est développé sur les ordinateurs 16 bits Amiga, Atari ST et sur compatibles PC (MS-DOS). Il est considéré à sa sortie comme l'une des premières « véritables » simulations du genre. Ce premier hit de la société, Tilt d'or de la « meilleure simulation sportive » de l'année 1989, fut adaptées sur les ordinateurs 8 bits Amstrad CPC, Commodore 64, ZX Spectrum, la console 16 bits Super Nintendo et la console portable Lynx. Il a donné suite à Great Courts 2 en 1991 sur Amiga, ST et PC, qui propose un mode quatre joueurs, et à Game, Net & Match! en 1998 sur PC (Windows), qui est une incarnation de la série en 3D.

### Battle Isle
Battle Isle est une série de jeux de stratégie au tour par tour à l'échelle tactique. L'épisode original est paru en 1991 sur Amiga et PC. Une promotion de la version Atari ST a été promue mais n'est jamais sortie. Le jeu a rencontré le succès et fut complété par deux extensions. Quatre nouveaux épisodes verront le jour sur PC (MS-DOS puis Windows) jusqu'en 2000. Un épisode dérivé, Historyline: 1914-1918 (1993), se déroulant dans le contexte de la Première Guerre mondiale, est également sorti sur Amiga et PC.

### The Settlers
The Settlers est une célèbre série de jeux de gestion et de stratégie en temps réel. L'épisode original est paru en 1993 sur Amiga et en 1994 sur PC. Le but du jeu est de faire prospérer un pays et d'en assurer la suprématie militaire. Considéré innovant, le jeu se démarque par sa gestion de l'exploitation des ressources naturelles et par son déroulement temps réel « lent ». La série comprend six autres épisodes sur PC (le dernier est sorti en 2011) ; certains ont été adaptés sur l'ordinateur Macintosh et la console portable Nintendo DS.

### Autres
TwinWorld: Land of Vision (1989) est un jeu de plates-formes jugé convaincant, dans la lignée du célèbre Super Mario Bros. (1985). Le jeu est développé sur Amiga et Atari ST. Il a été adapté sur Amstrad CPC, Commodore 64, ZX Spectrum et Archimedes.
Tom and the Ghost (1990) est un jeu de plates-formes qui prend place dans un lugubre château écossais. Sa principale originalité tient à la nécessité de « veiller » sur un second personnage tout le temps de l'aventure. Le jeu est sorti sur Amiga, Atari ST et PC.
Atomino (1991) est un jeu vidéo de réflexion, édité par Psygnosis sur Amiga, Atari ST, Commodore 64 et PC sous le label Play Byte.
Albion (1995) est un jeu vidéo de rôle mêlant science-fiction et fantasy, sorti sur PC.
Dr. Drago's Madcap Chase (1995) est un jeu de stratégie inspiré de jeu de plateau traditionnel, sorti sur PC.
Extreme Assault (1997) est un jeu de combat aérien qui met le joueur aux commandes d'un hélicoptère. Édité sur PC, ce jeu à l'action intense est bien accueilli par la critique.

## Jeux développés ou publiés

### SériePro Tennis Tour
| Title                         | Year                                                                | Développeur | Éditeur |
| ----------------------------- | ------------------------------------------------------------------- | ----------- | ------- |
| Great Courts                  | 1989 (Amiga, Atari ST, DOS), 1990 (Amstrad CPC, C64 et ZX Spectrum) | Blue Byte   | Ubisoft |
| Great Courts 2                | 1991 (Amiga, Atari ST, DOS)                                         | Blue Byte   | Ubisoft |
| Jimmy Connors Pro Tennis Tour | 1992 (SNES)                                                         | Blue Byte   | Ubisoft |

### SérieBattle Isle
| Titre                               | Année             | Développeur | Éditeur   |
| ----------------------------------- | ----------------- | ----------- | --------- |
| Battle Isle                         | 1991 (Amiga, DOS) | Blue Byte   | Blue Byte |
| Battle Isle Data Disk I             | 1992 (Amiga, DOS) | Blue Byte   | Blue Byte |
| Battle Isle Data Disk II            | 1993 (Amiga, DOS) | Blue Byte   | Blue Byte |
| Battle Isle 2                       | 1994 (DOS)        | Blue Byte   | Accolade  |
| Battle Isle II Data Disk I          | 1994 (DOS)        | Blue Byte   | Blue Byte |
| Battle Isle 3                       | 1995 (Windows)    | Blue Byte   | Blue Byte |
| Incubation: Time Is Running Out     | 1997 (Windows)    | Blue Byte   | Blue Byte |
| Incubation: The Wilderness Missions | 1997 (Windows)    | Blue Byte   | Blue Byte |
| Incubation: Hidden Worlds           | 1998 (Windows)    | Blue Byte   | Blue Byte |
| Battle Isle: The Andosia War        | 2000 (Windows)    | Cauldron    | Blue Byte |

### SérieSettlers
| Titre                                          | Année                               | Développeur | Éditeur             |
| ---------------------------------------------- | ----------------------------------- | ----------- | ------------------- |
| The Settlers                                   | 1993 (Amiga), 1994 (DOS)            | Blue Byte   | Blue Byte           |
| The Settlers II                                | 1996 (DOS), 1997 (MacOS), 2007 (DS) | Blue Byte   | Blue Byte           |
| The Settlers III                               | 1998 (Windows)                      | Blue Byte   | Blue Byte           |
| The Settlers IV                                | 2001 (Windows)                      | Blue Byte   | Ubi Soft & Gameloft |
| The Settlers : L'Héritage des Rois             | 2004 (Windows)                      | Blue Byte   | Ubisoft             |
| The Settlers II: 10th Anniversary              | 2006 (Windows)                      | Blue Byte   | Ubisoft             |
| The Settlers : Bâtisseurs d'empire             | 2007 (Windows)                      | Blue Byte   | Ubisoft             |
| The Settlers: Rise of Cultures                 | 2008 (Windows)                      | Blue Byte   | Ubisoft             |
| The Settlers 7 : À l'aube d'un nouveau royaume | 2010 (Windows)                      | Blue Byte   | Ubisoft             |
| The Settlers – My City                         | 2010 (Windows)                      | Blue Byte   | Ubisoft             |
| The Settlers Online                            | 2010 (Navigateur web)               | Blue Byte   | Ubisoft             |
| The Settlers: New Allies                       | 2023                                | Blue Byte   | Ubisoft             |

### SérieAnno
| Titre       | Année             | Développeur                | Éditeur |
| ----------- | ----------------- | -------------------------- | ------- |
| Anno Online | 2013 (Navigateur) | Blue Byte                  | Ubisoft |
| Anno 1404   | 2009 (Windows)    | Blue Byte, Related Designs | Ubisoft |
| Anno 2070   | 2011 (Windows)    | Blue Byte, Related Designs | Ubisoft |
| Anno 2205   | 2015 (Windows)    | Blue Byte                  | Ubisoft |
| Anno 1800   | 2019 (Windows)    | Blue Byte                  | Ubisoft |
| Anno 117    | 2025 (Windows)    | Blue Byte                  | Ubisoft |

### Autres titres
| Titre                               | Année                                                                                   | Développeur              | Éditeur   |
| ----------------------------------- | --------------------------------------------------------------------------------------- | ------------------------ | --------- |
| TwinWorld: Land of Vision           | 1989 (Amiga, Atari ST), 1990 (Acorn Archimedes, C64, ZX Spectrum)                       | Blue Byte                | Ubisoft   |
| Tom and The Ghost                   | 1990 (Amiga, Atari ST, DOS)                                                             | Blue Byte                | Ubisoft   |
| Atomino                             | 1990 (DOS), 1991 (Amiga, Atari ST, C64), 1994 (MacOS), 2002 (PalmOS, J2ME)              | Blue Byte                | Psygnosis |
| Apidya                              | 1991 (Amiga), 2002 (Windows)                                                            | Kaiko                    | Play Byte |
| Ugh! (en)                           | 1992 (Amiga, C64, DOS)                                                                  | Egosoft                  | Play Byte |
| History Line: 1914-1918             | 1992 (Amiga, DOS)                                                                       | Blue Byte                | Play Byte |
| Yo! Joe! Beat the Ghosts            | 1993 (Amiga, DOS)                                                                       | Scipio                   | Play Byte |
| Albion                              | 1995 (DOS), 2015 (Windows)                                                              | Blue Byte                | Blue Byte |
| Dr. Drago's Madcap Chase            | 1995 (Windows)                                                                          | Blue Byte                | Blue Byte |
| Chewy: Esc from F5 (en)             | 1995 (DOS), 1997 (Windows)                                                              | New Generation Software  | Blue Byte |
| Archimedean Dynasty                 | 1996 (DOS), 2015 (Windows)                                                              | Massive Development (en) | Blue Byte |
| Extreme Assault                     | 1997 (DOS)                                                                              | Blue Byte                | Blue Byte |
| Game, Net & Match!                  | 1998 (Windows)                                                                          | Blue Byte                | Blue Byte |
| Stephen King's F13 (en)             | 2000 (Windows, MacOS)                                                                   | Blue Byte                | Blue Byte |
| Your Shape: Fitness Evolved 2013    | 2012 (Wii U)                                                                            | Blue Byte                | Ubisoft   |
| Silent Hunter Online                | 2013 (Navigateur)                                                                       | Blue Byte                | Ubisoft   |
| Panzer General Online               | 2013 (Navigateur)                                                                       | Blue Byte                | Ubisoft   |
| Might and Magic Heroes Online       | 2014                                                                                    | Blue Byte                | Ubisoft   |
| Tom Clancy's Rainbow Six Siege      | 2015 (Windows, PlayStation 4, Xbox One), 2020 (PlayStation 5, Xbox Series X\|S)         | Blue Byte                | Ubisoft   |
| Assassin's Creed Identity           | 2014 (iOS), 2016 (Android)                                                              | Blue Byte                | Ubisoft   |
| Champions of Anteria                | 2016 (Windows)                                                                          | Blue Byte                | Ubisoft   |
| For Honor                           | 2017 (Windows, PlayStation 4, Xbox One)                                                 | Blue Byte                | Ubisoft   |
| South Park: The Fractured but Whole | 2017 (Windows, PlayStation 4, Xbox One, Nintendo Switch)                                | Blue Byte                | Ubisoft   |
| Far Cry 6                           | 2021 (Microsoft Windows, PlayStation 4, PlayStation 5, Xbox One, Xbox Series X/S, Luna) | Blue Byte                | Ubisoft   |
| Avatar: Frontiers of Pandora        | 2023 (Microsoft Windows, PlayStation 5, Xbox Series X/S)                                | Blue Byte                | Ubisoft   |
| Beyond Good and Evil 2              | À venir                                                                                 | Blue Byte                | Ubisoft   |

## Éditions
Ubisoft est l'éditeur privilégié de Blue Byte depuis 1989. Dans les années 1990, la société a édité quelques titres de développeurs tiers allemands comme le shoot them up Apidya (1992) de Kaiko sur Amiga, ou la simulation de combat sous-marin Archimedean Dynasty (1997) de Massive Development (en) sur PC.